# Ганджар Праново
Ганджа́р Прано́во (индон. Ganjar Pranowo; род. 28 октября 1968, Каранганьяр, Центральная Ява, Индонезия) — индонезийский политический деятель, член Демократической партии борьбы Индонезии, губернатор Центральной Явы в 2013—2023 годах. Кандидат в президенты страны на выборах 2024 года.

## Биография

### Детство и образование
Ганджар Праново родился в деревне на склоне вулкана Лаву в Каранганьяр провинции Центральная Ява. Он — пятый из шести детей полицейского Пармуджи Прамуди Вирио и его супруги Шри Супарни. Его отец участвовал в подавлении восстания Революционного правительства Республики Индонезии (PRRI) на Суматре в 1958 году.
После того, как Ганджар окончил пятый класс местной школы, семья переехала в Пурвореджо — небольшой населённый пункт к западу от Джокьякарты, откуда происходил его отец. Он учился здесь несколько лет, после чего переехал в Джокьякарте, где и окончил среднюю школу. Его семья была очень бедной, и, чтобы покрыть расходы на обучение Ганджара на юридическом факультете Университета Гаджа Мада, его родителям пришлось заложить свой земельный участок. Кроме того, старшие дети, получив профессию, помогали оплачивать образование младших. Будучи студентом, он был активным участником Индонезийского национального студенческого движения. В 1995 году он получил диплом университета. Позже, уже будучи членом Совета народных представителей в 2009 году, он окончил аспирантуру по политологии в Университете Индонезии.

### Политическая карьера
После окончания учебы Ганджар Праново переехал в Джакарту, где работал в консалтинговом агентстве по правам человека, затем открыл собственную адвокатскую фирму. Он был сторонником Демократической партии Индонезии — одной из трёх политических сил в стране, официально разрешённых властями в период 1973—1998 гг. Ганджар вступил в нее в 1996 году, незадолго до того, как в партии произошёл раскол, и вскоре покинул ее вместе с дочерью бывшего президента страны Сукарно Мегавати Сукарнопутри. Основанная ими новая Демократическая партия борьбы Индонезии быстро стала одной из крупнейших политических сил в стране, а сама Мегавати в 1999 году стала вице-президентом Индонезии, а в 2001 году — президентом.
Ганджар Праново выбрал политическую карьеру: он занимался созданием партийных структур, а в 2004 году впервые принял участие в выборах в Совет народных представителей. И хотя ему не хватило голосов для получения депутатского мандата, благодаря тому, что его более удачливый конкурент стал послом и уехал в зарубежную командировку, Ганджар Праново стал членом индонезийского парламента. В 2009 году он был переизбран депутатом, но в 2013 году отказался от места в Совете народных представителей, поскольку Демократическая партия борьбы Индонезии выдвинула его кандидатуру на пост губернатора Центральной Явы.
26 мая 2013 года Ганджар Праново был избран губернатором родной провинции. 27 июня 2018 года в стране прошли очередные выборы в органы местного самоуправления. Ганджар баллотировался на второй срок, и, несмотря на то, что его основным соперником стал бывший министр энергетики Судирман Саид от партии Гериндра, был переизбран.
28 ноября 2023 года Избирательная комиссия Индонезии объявила о старте кампании перед президентскими и парламентскими выборами, назначенными на 14 февраля 2024 года. Действующий президент Джоко Видодо, в соответствии с Конституцией страны, не мог выдвигать свою кандидатуру на третий срок подряд. Поэтому Демократической партии борьбы Индонезии пришлось искать другого кандидата. Выбор пал на Ганджара Праново, который пользуется в стране большой популярностью. По данным опросов общественного мнения, он идет вторым после экс-министра обороны Прабово Субианто, и может стать президентом, но только в том случае, если состоится второй тур.

### Личная жизнь
Его супруга Сити Атико получила религиозное воспитание. Её дед был влиятельным деятелем крупнейшего исламского объединения Индонезии Нахдлатул Улама. Их сын Мухаммад Зинедин Алам Ганджар является медийным лицом, в том числе, потому что принимал активное участие в предвыборных кампаниях своего отца.